# Верхньопетровецька сільська рада
Верхньопетрове́цька сільська́ ра́да — адміністративно-територіальна одиниця та орган місцевого самоврядування у Сторожинецькому районі Чернівецької області. Адміністративний центр — село Верхні Петрівці.

## Загальні відомості
- Населення ради: 3 747 осіб (станом на 2001 рік)

## Населені пункти
Сільській раді були підпорядковані населені пункти:
- с. Верхні Петрівці

## Склад ради
Рада складалася з 20 депутатів та голови.
- Голова ради: Волар Юрій Іванович
- Секретар ради: Пожога Тетяна Георгіївна

### Керівний склад попередніх скликань
| Прізвище, ім'я, по батькові | Основні відомості                                                               | Дата обрання | Дата звільнення |
| --------------------------- | ------------------------------------------------------------------------------- | ------------ | --------------- |
| Кішка Володимир Сергійович  | Сільський голова, 1959 року народження                                          | 26.03.2006   | 31.10.2010      |
| Волар Юрій Іванович         | Сільський голова, 1949 року народження, освіта середня спеціальна, безпартійний | 31.10.2010   |                 |

Примітка: таблиця складена за даними сайту Верховної Ради України

### Депутати
За результатами місцевих виборів 2010 року депутатами ради стали:

#### За суб'єктами висування
| Суб'єкт висування | Кількість обраних депутатів | %  |
| ----------------- | --------------------------- | -- |
| Самовисування     | 15                          | 75 |
| Народна партія    | 5                           | 25 |

#### За округами
| № округу       | Прізвище, ім'я, по батькові   | Дата визнання обраним | Освіта             | Партійна приналежність | Відомості про обраного депутата                            |
| -------------- | ----------------------------- | --------------------- | ------------------ | ---------------------- | ---------------------------------------------------------- |
| Народна Партія |                               |                       |                    |                        |                                                            |
| 1              | Гуга Ілля Іванович            | 02.11.2010            | середня            | позапартійний          | Лісопильний цех, робітник                                  |
| 12             | Гарага Тодор Ілліч            | 02.11.2010            | середня спеціальна | позапартійний          | тимчасово не працює                                        |
| 13             | Ардилян Георгій Дмитрович     | 02.11.2010            | середня            | позапартійний          | Сторожинецька АТК 17749, водій                             |
| 14             | Бута Георгій Аврелович        | 02.11.2010            | вища               | позапартійний          | Сторожинецький РЕМ, інспектор                              |
| 16             | Урсулян Тодор Ілліч           | 02.11.2010            | середня            | позапартійний          | Сторожинецький лісгосп, лісничий                           |
| Самовисування  |                               |                       |                    |                        |                                                            |
| 2              | Бурла Маріанна Аркадіївна     | 02.11.2010            | вища               | позапартійна           | загальноосвітня школа № 1, вчитель                         |
| 3              | Куташ Георгій Іванович        | 02.11.2010            | середня спеціальна | позапартійний          | будинок культури, директор                                 |
| 4              | Попеску Одоріка Костянтинівна | 02.11.2010            | середня спеціальна | позапартійна           | сільська лікарня, медсестра                                |
| 5              | Кішка Володимир Сергійович    | 02.11.2010            | середня спеціальна | позапартійний          | тимчасово не працює                                        |
| 6              | Берсан Василь Флорович        | 02.11.2010            | середня спеціальна | позапартійний          | тимчасово не працює                                        |
| 7              | Багнян Ліліана Іллівна        | 02.11.2010            | середня спеціальна | позапартійна           | Верхньопетровецька сільська рада, рахівник-касир           |
| 8              | Прокопоє Василь Іванович      | 02.11.2010            | середня            | позапартійний          | тимчасово не працює                                        |
| 9              | Бобештян Георгій Флорович     | 02.11.2010            | вища               | позапартійний          | приватний підприємець                                      |
| 10             | Бурачук Костянтин Сидорович   | 02.11.2010            | середня спеціальна | позапартійний          | Верхньопетровецька сільська рада, військово-обліковий стіл |
| 11             | Опайц Василь Георгійович      | 02.11.2010            | середня            | позапартійний          | тимчасово не працює                                        |
| 15             | Берсан Андрій Думитрович      | 02.11.2010            | середня            | позапартійний          | тимчасово не працює                                        |
| 17             | Бута Олена Аврелівна          | 02.11.2010            | середня спеціальна | позапартійна           | Верхньопетровецька сільська рада, головний бухгалтер       |
| 18             | Попеску Джерджета Іванівна    | 02.11.2010            | вища               | позапартійна           | Верхньопетровецька сільська рада, бухгалтер                |
| 19             | Пожога Тетяна Георгіївна      | 02.11.2010            | вища               | позапартійна           | Верхньопетровецька сільська рада, секретар                 |
| 20             | Колцун Олена Василівна        | 02.11.2010            | середня спеціальна | позапартійна           | тимчасово не працює                                        |